# Tim Naberman
Tim Naberman (Genemuiden, 11 maggio 1999) è un ciclista su strada olandese che corre per il Team Picnic PostNL; è professionista dal 2022.

## Piazzamenti

### Grandi Giri
- Tour de France

2025: 120º
- Vuelta a España

2024: 135º

### Classiche monumento
- Giro delle Fiandre

2023: ritirato
2024: ritirato
2025: ritirato
- Parigi-Roubaix

2023: 76º
2024: fuori tempo massimo